# Latarnia morska w José Ignacio
Latarnia morska w José Ignacio (hiszp. Faro de José Ignacio) – znak nawigacyjny w postaci wieży znajdujący się w mieście José Ignacio w południowo–zachodniej części Urugwaju, na zachodnim wybrzeżu południowego Atlantyku.
Latarnia została oddana do użytku w czerwcu 1877. Wysoką na 25 m ceglaną, cylindryczną wieżę okalają trzy wąskie poziome biało–czerwone pasy. Zwieńczona jest laterną w takich samych barwach. Obok znajduje się jednokondygnacyjny dom latarników. Światło latarni umiejscowione 32 m n.p.m. nadaje pojedynczy biały błysk co 2 sekundy. Jego natężenie wynosi 1550 kandeli, zasięg to 12,7 mil morskich. Pierwotnie źródłem światła na wieży była lampa naftowa, a następnie lampa acetylenowa. W 1983 latarnia została zelektryfikowana.
Latarnia była źródłem inspiracji dla wielu artystów, od muzyków takich jak Fito Páez, po pisarzy i operatorów filmowych. Jest dostępna dla zwiedzających za niewielką opłatą. W pobliżu znajdują się stoiska z pamiątkami i rękodziełami.